# Kakha Kaladze
Kakhaber "Kakha" Kaladze (tiếng Gruzia: კახაბერ (კახა) კალაძე [kʼaxabɛr kʼalad͡zɛ]; sinh ngày 27 tháng 2 năm 1978 tại Samtredia, Gruzia) là một cựu cầu thủ bóng đá và là chính khách người Gruzia.
Kaladze tham gia vào chính trường Gruzia với tư cách đảng viên đảng Giấc mơ Gruzia–Gruzia Dân chủ đối lập do Bidzina Ivanishvili thành lập vào tháng 12 năm 2012. Anh được bầu vào Quốc hội Gruzia ngày 1 tháng 10 năm 2012 và được bổ nhiệm làm phó thủ tướng cũng như Bộ trưởng Năng lượng thuộc nội các Bidzina Ivanishvili vào ngày 25 tháng 10 năm 2012.

## Sự nghiệp câu lạc bộ
Trước khi chuyển đến AC Milan, Kaladze đã từng chơi cho FC Dinamo Tbilisi (1993-97) và Dinamo Kiev (2000-2001). Anh là cầu thủ đắt giá nhất Gru-di-a khi chuyển đến Milan với giá chuyển nhượng 16 triệu Euro. Ở Milan anh thường chơi ở vị trí hậu vệ trái, hoặc đội khi chơi ở vị trí tiền vệ trái. Ở câu lạc bộ cũ anh thường xuyên chơi ở vị trí trung vệ. Anh xuất hiện lần đầu khi mới 16 tuổi trong màu áo FC Dinamo Tbilisi mùa bóng 93-94. Khi chuyển tới Milan anh chơi ở vị trí hậu vệ trái cùng với Paolo Maldini, Alessandro Nesta, và Alessandro Costacurta lập thành một hàng hậu vệ rắn chắc. Anh đã cùng Rossoneri giành cúp quốc gia Ý năm 2003, cúp c1 năm 2003 và năm 2007. Anh chơi cho Milan đến 2010.

## Sự nghiệp quốc tế
Kaladze xuất hiện lần đầu ở đội tuyển quốc gia trong trận gặp Síp năm 1996. Anh từng bị đe dọa phải rời khỏi đội tuyển khi em trai anh bị bắt cóc. Anh được bầu chọn là cầu thủ hay nhất Gruzia năm 2001 và 2002.

## Danh hiệu

### Câu lạc bộ

#### Dinamo Tbilisi
- Georgian League: 1993–94, 1994–95, 1995–96, 1996–97, 1997–98
- Georgian Cup: 1994, 1995, 1996, 1997

#### Dynamo Kyiv
- Ukrainian Premier League: 1998–99, 1999–2000, 2000–01
- Ukrainian Cup: 1997–98, 1998–99, 1999–2000

#### Milan
- Serie A: 2003–04
- Coppa Italia: 2002–03
- Supercoppa Italiana: 2004
- UEFA Champions League: 2002–03, 2006–07
- UEFA Super Cup: 2003, 2007
- FIFA Club World Cup: 2007

### Cá nhân
- Georgian Footballer of the Year: 2001,[2] 2002,[3] 2003,[4] 2006,[5] 2011
- A.C. Milan Hall of Fame[6]
- Source: Eurosport at Yahoo